# The Sweeney
The Sweeney (ITV, 1975-78) was een vernieuwende Britse politieserie. De gezellige wereld van Z-Cars (BBC, 1962-78), werd vervangen door de echte straten van West-Londen en schurken waar de politie hard tegen optrad.
De ster in de serie (met 53 afleveringen) was de brutale en ruige Detective Inspector Jack Regan, gespeeld door John Thaw, later ook de ster in meer dan 30 afleveringen van Inspector Morse.
Regans sympathieke helper, rechercheur Sergeant George Carter, gespeeld door Dennis Waterman, deelde nogal wat fundamentele eigenschappen met Regan.
De Sweeney was niet alleen een enorm succesvolle televisieserie, maar fungeerde ook als katalysator voor de verandering van het gehele politiegenre. Met de komst van Regan en Carter was de onschuldige wereld van vorige politieseries niet langer geloofwaardig.

## Films
Er zijn drie films gemaakt gebaseerd op de serie:
- Sweeney! (1977)
- Sweeney 2 (1978)
- The Sweeney (2012)